# Actiniceps
Actiniceps — рід грибів родини птерулові (Pterulaceae). Назва вперше опублікована 1876 року.

## Класифікація
До роду Actiniceps відносять 9 видів:
- Actiniceps besseyi
- Actiniceps cocos
- Actiniceps horrida
- Actiniceps laevis
- Actiniceps secunda
- Actiniceps subcapitata
- Actiniceps thwaitesi
- Actiniceps thwaitesii
- Actiniceps timmii